# Habenaria paulensis
Habenaria paulensis är en orkidéart som beskrevs av Otto Porsch. Habenaria paulensis ingår i släktet Habenaria och familjen orkidéer. Inga underarter finns listade i Catalogue of Life.